# Asociación Femenina de Educación Cívica
La Asociación Femenina de Educación Cívica (Madrid, 1932 -1936), conocida popularmente como la Cívica, fue una asociación española promovida por María Lejárraga junto a María Rodrigo y Pura Maortua, cuyo objetivo era fomentar la cultura en la mujer de clase media y crear en ella una conciencia de responsabilidad ciudadana.

## Trayectoria

### Fundación
En el Ateneo de Madrid se inició el 24 de julio de 1931 uno de sus ciclos de conferencias más importantes, bajo el título “Participación en las causas progresistas”. En él, Lejárraga transmitió  el deseo de muchas mujeres de fundar una asociación femenina que diera cabida a todas las ideas políticas y a todas las clases sociales. De este ciclo de conferencias surgió el 11 de marzo de 1932 la Asociación Femenina de Educación Cívica. En los meses posteriores se difundió a través de octavillas y sueltos en los periódicos. Las actividades comenzaron en marzo de 1932 en locales de la Escuela Superior de Magisterio de Madrid y se trasladaron en junio a una sede propia en la Plaza de las Cortes. Llegó a tener 1500 asociadas.

### Actividades
Aunque en palabras de Lejárraga su objetivo era despertar a las mujeres de la clase media, en realidad se dirigían a jóvenes empleadas que no tenían su sitio en los sindicatos de clase ni se decidían a militar en un partido político. Para ello proporcionaban un lugar de encuentro para animar a las mujeres a participar en los movimientos en defensa de sus derechos.
Lejárraga mantuvo un seminario de economía política hasta 1934. La sección de cultura creó un curso preparatorio de estudios sociales inaugurado por   Fernando de los Ríos, ministro de Instrucción Pública, y Rodolfo Llopis, director general de Enseñanza.
Otra de las actividades fundamentales era la difusión de la cultura, así dieron conferencias personalidades del momento como María de Maeztu, Isabel Oyarzábal, Matilde Muñoz, Rafael Campalans, Tomás Batuecas, Luis Jiménez de Asúa, Gonzalo de Reparaz, José Sanchís Banú y afiliadas como Julia Peguero, Benita Asas y la propia Lejárraga.
Pero no era solo una plataforma feminista y de acción social, sino también un espacio de formación cultural para las jóvenes de estratos humildes que aspiraban a mejorar su situación. Para ello se daba una formación laboral impartiendo clases de idiomas, taquigrafía, corte y confección, música y declamación. Además  se organizaban visitas a museos, excursiones y bailes.
La Cívica llevó a cabo unas tareas mucho más comprometidas con los cambios socioeconómicos y pedagógicos de la República que el Lyceum Club Femenino.
Sus actividades hallaron especial eco en la revista Cultura integral y femenina, fundada en enero de 1933 y en cuyo comité de redacción se hallaba Clara Campoamor, Lejárraga, Eulalia Vicenti, Consuelo Berges, Elisa Soriano, Aurora Cáceres, Halma Angélico e Isabel Oyarzabal. La intención de esta revista era afín a los objetivos de la Cívica. Una de las secciones de la revista estaba dedicada a dar voz a las diferentes asociaciones femeninas y así, en el primer número, se destacaba la labor de la Cívica.
La sección teatral fue confiada a Pura Maortua, que junto a Federico García Lorca, creó el Club Anfístora. Entre sus asociadas también estaba María Lacrampe, que colaboró con Lejárraga en la creación del Comité Pro Presos, tras la revolución de 1934.
El 28 de julio de 1936 se pedía a todas las asociadas que contribuyeran ya en dinero, ropas o especies para el sostenimiento de las guarderías infantiles organizadas por la Dirección general de Primera Enseñanza.